# Racó de Llevant de Giverola
El Racó de Llevant de Giverola, o cala Giveroleta, és una platja natural del municipi de Tossa de Mar (Selva), situada a la cala de Giverola, a llevant de la platja de Giverola. Rodejada de penya-segats i pins, el seu únic accés a peu és a través d'un túnel excavat a la roca que la separa de la platja de Giverola. Té una longitud de 62 m i una amplada mitjana de 12 m, formada per grava i còdols.